# Mine de Bulga
La mine de Bulga est une mine à ciel ouvert et souterraine de charbon située dans la Nouvelle-Galles du Sud en Australie.